# Alexis De Sart
Alexis De Sart (Waremme, 12 de noviembre de 1996) es un futbolista belga que juega de centrocampista en el RWDM de la Segunda División de Bélgica.
Es hijo del exfutbolista de la selección belga Jean-François de Sart.

## Trayectoria
De Sart comenzó su carrera deportiva en el Standard de Lieja, con el que debutó el 30 de julio de 2015, en un partido de clasificación para la Liga Europa de la UEFA frente al FK Željezničar Sarajevo.
En 2016 abandonó el Standard para jugar en el Sint-Truidense. En el Sint-Truidense jugó durante tres temporadas, en las que disputó 78 partidos, en los que marcó 8 goles, dejando el club en 2019, cuando fichó por el Royal Antwerp.
En el Antwerp consiguió levantar la Copa de Bélgica en su primer año.
En agosto de 2021 recaló en las filas del Oud-Heverlee Leuven para jugar cedido hasta final de temporada. El año siguiente fue el RWDM quien logró su cesión. Una vez esta terminó se quedó en el equipo después de ser adquirido en propiedad.

## Selección nacional
De Sart fue internacional sub-18, sub-19 y sub-21 con la selección de fútbol de Bélgica.

## Clubes
| Club                         | País    | Año       |
| ---------------------------- | ------- | --------- |
| Standard de Lieja            | Bélgica | 2015      |
| Sint-Truidense               | Bélgica | 2016-2019 |
| Royal Antwerp F. C.          | Bélgica | 2019-2023 |
| Oud-Heverlee Leuven (cedido) | Bélgica | 2021-2022 |
| RWDM (cedido)                | Bélgica | 2022-2023 |
| RWDM                         | Bélgica | 2023-     |

## Palmarés

### Títulos nacionales
| Título          | Club                | País    | Año  |
| --------------- | ------------------- | ------- | ---- |
| Copa de Bélgica | Royal Antwerp F. C. | Bélgica | 2020 |